# Giuseppe Abbati
Giuseppe Abbati (n. 13 ianuarie 1836, Napoli, Regatul celor Două Sicilii – d. 21 februarie 1868, Florența, Regatul Italiei) a fost un pictor italian.